# Atraídos pelo Crime
Brooklyn's Finest (br/pt Atraídos pelo Crime) é um filme americano, do gênero crime, estrelado por Richard Gere,  Don Cheadle, Ethan Hawke e Wesley Snipes. O filme foi lançado na América do Norte em 5 de março de 2010.

## Recepção
Ele possui uma taxa de aprovação de 44% com base em 151 avaliações coletadas pelo Rotten Tomatoes que é seguido do consenso: "É apropriadamente corajoso e embebido no tipo de tensão palpável que Antoine Fuqua oferece tão bem, mas Brooklyn's Finest sofre com as comparações que seu roteiro clichê provoca". O filme recebeu uma pontuação de 43% no Metacritic com base em 33 avaliações de críticos convencionais.
Em sua crítica para o Chicago Sun-Times, Roger Ebert deu ao filme três estrelas de quatro, concluindo: "O filme tem uma força básica em suas performances e habilidade, mas fica aquém da nota alta que Fuqua obviamente estabeleceu para si mesmo." Mick LaSalle do San Francisco Chronicle elogiou os atores por "trazerem dimensão a esses personagens comuns", mas criticou o filme por ser "um melodrama sobre três clichês em busca de um banho de sangue."